# St.-Josef-Priesterseminar Vilnius

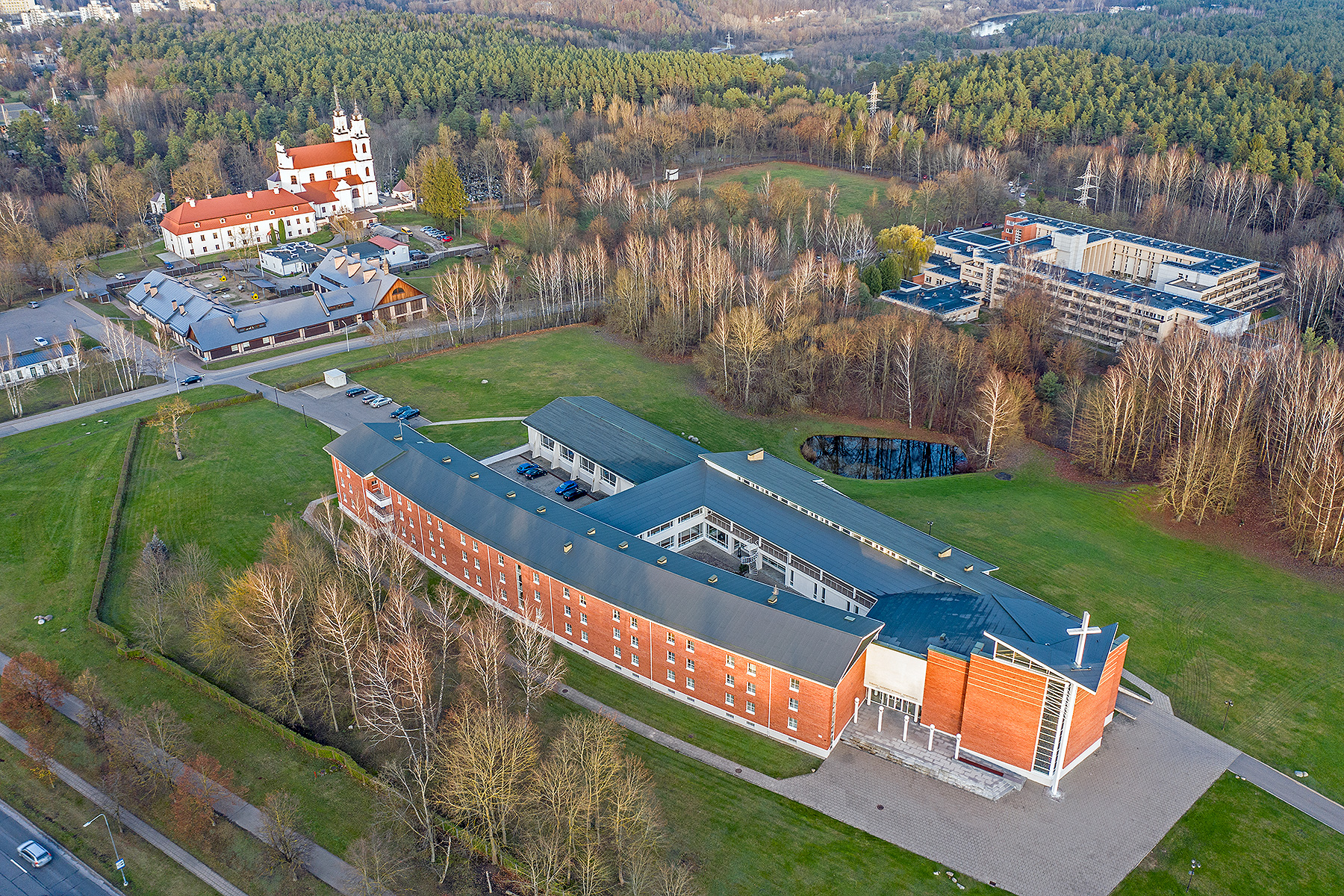
Das Priesterseminar St. Joseph in Vilnius

Das Priesterseminar Vilnius (lit. Vilniaus Šv. Juozapo kunigų seminarija) ist ein römisch-katholisches Priesterseminar in Vilnius, der Hauptstadt Litauens Es ist die zweitälteste litauische Hochschule. Das Studium dauert 6 Jahre und beginnt mit dem propädeutischen Vorbereitungskurs. Am Seminar studieren die Seminaristen aus dem Erzbistum Vilnius.

## Geschichte

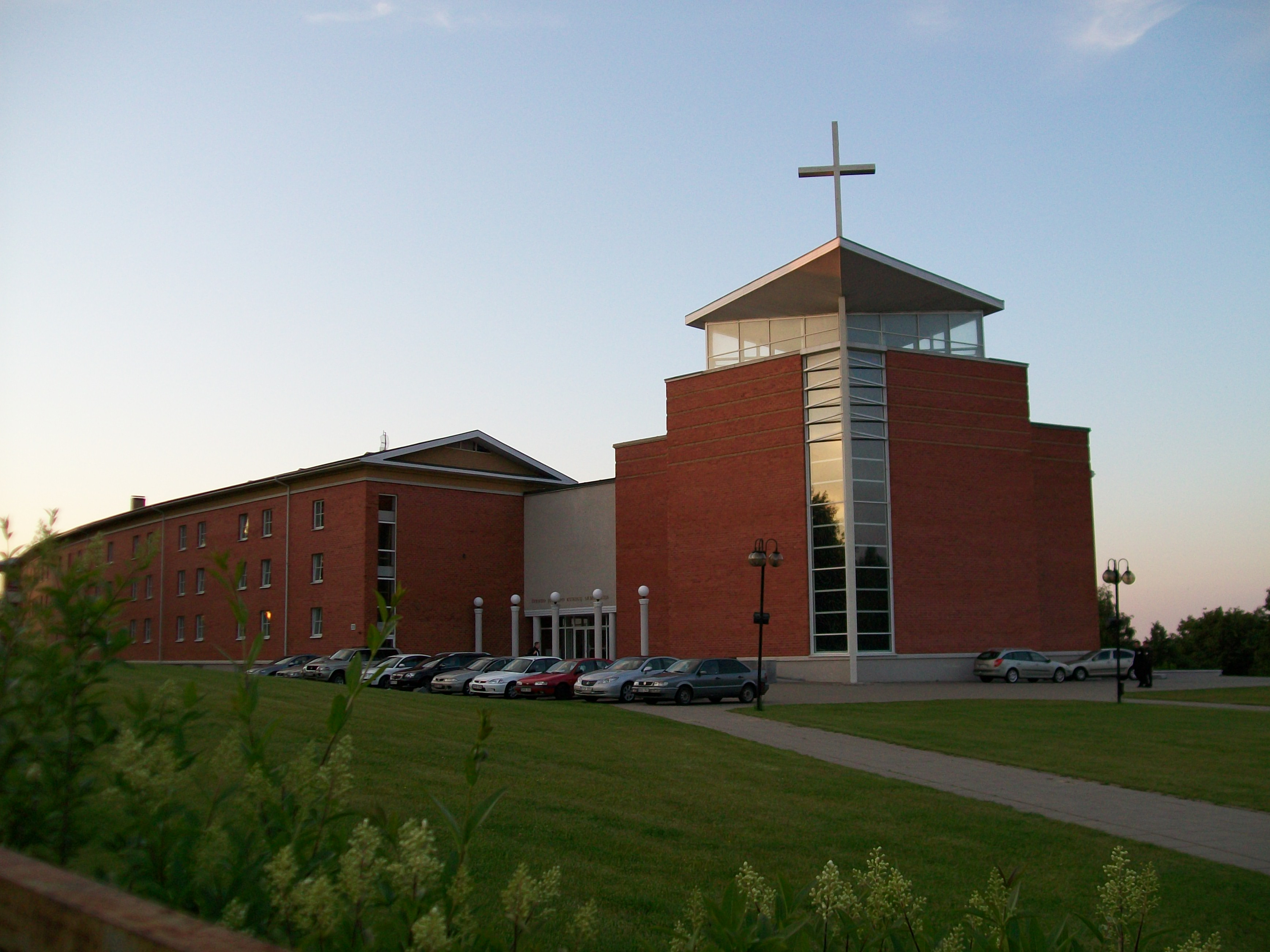
Die Seminarkirche

Das Seminar wurde 1582 vom Bischof Jurgis Radvila gegründet. Im Folgejahr nahm es den Lehrbetrieb auf. Es wurde von Jesuiten geleitet. Das Seminar bestand von 1582 bis 1655, von 1722 bis 1915/1918 (?), von 1920 bis 1942 und von 1943 bis 1945.
Nach der Besetzung Litauens durch die Sowjetunion 1944 wurde das Seminar geschlossen. Im Juli 1993 wurde es von Erzbischof Audrys Juozas Bačkis wiedergegründet. Seit 1998 trägt das Seminar den Namen St. Joseph.

## Regenten
- 1993–1995: Kazimieras Vasiliauskas (1922–2001)
- 1995–1997: Eigantas Rudokas
- 1997–2001: Hans Friedrich Fischer CO
- 2001–2003: Gintaras Grušas
- 2003–2008: Robertas Šalaševičius
- seit 2008: Žydrūnas Vabuolas

Vizerektoren:
- 1993–1995: Andrius Narbekovas
- 1997–1998: Juozapas Minderis SCJ
- 1998–2002: Romualdas Zdanys
- seit 2011: Andžej Šuškevič

## Absolventen
- Winzent Hadleuski (1888–1942), belarussischer Priester und Politiker
- Vladas Mironas (1880–1953), litauischer Priester, Politiker und Premierminister
- Józef Obrębski (1906–2011), polnischer Prälat, Ehrenbürger der Rajongemeinde Vilnius
- Saulius Bužauskas (* 1972), litauischer Weihbischof in Kaunas
- Michał Sopoćko (1888–1975), polnischer Priester, Beichtvater der heiligen Faustyna Kowalska

## Lehrer
- Andrius Navickas (* 1972), Journalist und Politiker